# Potrerillos (Jalisco)
Potrerillos es una localidad del estado mexicano de Jalisco. Es parte del municipio de Jocotepec.

## Demografía
| Gráfica de evolución demográfica |
|                                  |

| Censo | Población |
| ----- | --------- |
| 1900  | 698       |
| 1910  | 574       |
| 1921  | 518       |
| 1930  | 667       |
| 1940  | 640       |
| 1950  | 892       |
| 1960  | 507       |
| 1970  | 1 087     |
| 1980  | 1 152     |
| 1990  | 1 426     |
| 2000  | 1 293     |
| 2010  | 1 542     |
| 2020  | 1 448     |